# Emma Pollmer
Emma Lina Pollmer (* 22. November 1856 in Hohenstein; † 13. Dezember 1917 in Arnsdorf; verheiratete Emma May) war die erste Ehefrau des Schriftstellers Karl May.

## Familie
Emma Pollmer war die nichteheliche Tochter von Emma Ernestine Pollmer (* 1830; † 1856) und eines Barbiergesellen aus Zittau, der nach Hohenstein gekommen war, um dort zu arbeiten. Da die Mutter kurz nach der Geburt ihrer Tochter verstarb, wuchs diese bei ihrem Großvater Christian Gotthilf Pollmer (* 1807; † 1880) auf. Der Großvater war Barbier, zog auch Zähne und behandelte Wunden; er galt bei seinen Mitbürgern als Zahnarzt oder Chirurgus.

## Leben
Die zwanzigjährige Emma pflegte sich mit ihren Freundinnen in Hohenstein im Haus der Wilhelmine Schöne zu treffen, einer Schwester von Karl May. Dieser war damals in Dresden als Redakteur im Kolportageverlag Münchmeyer angestellt. Da er hauptsächlich an eigenen Manuskripten arbeitete, war seine ständige Anwesenheit in Dresden nicht notwendig, so dass er des Öfteren seine Zeit bei seinen Eltern in Ernstthal oder bei seiner Schwester in Hohenstein verbrachte. Dort lernten Emma und Karl einander kennen und verliebten sich. Emma war noch nicht volljährig und stand unter der Vormundschaft ihres Großvaters. Dieser verweigerte aber die erbetene Einwilligung in eine Eheschließung seiner Enkelin mit Karl May. Tief gekränkt stellte dieser Emma vor die Wahl, sich für ihn oder für ihren Großvater zu entscheiden.
Emma folgte ihm im Mai 1877 nach Dresden. Er wohnte in der Pillnitzer Straße zur Untermiete, sie in der Mathildenstraße. Die wirtschaftlichen Verhältnisse waren schwierig, da May aus dem Münchmeyer-Verlag ausgeschieden war. Diese Kündigung hatte folgenden Hintergrund: Die Familie Münchmeyers hatte Mays Talent erkannt und war bestrebt, ihn auch familiär an den Verlag zu binden. Münchmeyers Ehefrau Pauline hatte sich bemüht, May mit ihrer Schwester Minna Ey zu verheiraten. Durch seine Ablehnung machte er sich die Gattin seines Arbeitgebers zur Feindin, was zu Unzuträglichkeiten führte, die ihn dazu bewogen, den Verlag Ende März 1877 zu verlassen. Im Spätherbst 1877 erhielt er eine feste Anstellung als Redakteur beim Verlag Bruno Radelli in Dresden für das Unterhaltungsblatt Frohe Stunden. Diese sichere Existenz ermöglichte ihm, eine Wohnung in Neustrießen anzumieten, in der er mit Emma zusammenzog. May täuschte – auch gegenüber Behörden – vor, dass beide miteinander verheiratet seien.
Im Zusammenhang mit einem Ermittlungsverfahren gegen Karl May wegen Amtsanmaßung zogen beide im Juli 1878 nach Hohenstein; die Redakteurstätigkeit für die Frohen Stunden wurde beendet.

### Ehe mit Karl May
1880 starb Emmas Großvater und im selben Jahr heirateten Karl May und Emma Pollmer standesamtlich und kirchlich. Die folgenden Jahre brachten den wirtschaftlichen und sozialen Aufstieg Karl Mays; in seinen Reiseerzählungen erwähnte er wiederholt seine Frau, die er orientalisierend Emmeh nannte. 1896 erwarb er in Radebeul das Hausgrundstück Kirchstraße 5, die Villa Shatterhand. Nach Ansicht des Pollmer-Biografen Fritz Maschke dürfte diese Zeit die glücklichste ihrer Ehe gewesen sein. Im März 1899 begann May ohne seine Frau eine große Orientreise, die ihn über den Nahen Osten bis nach Sumatra führte. Im November desselben Jahres bat er Emma, in die ägyptische Hafenstadt Port Said zu kommen. Wenn sie die Reise nicht allein unternehmen wolle, möge sie dies in Begleitung des Ehepaares Richard und Klara Plöhn tun. Beide Ehepaare waren seit längerem befreundet; Emma schrieb später, in Radebeul habe man sie für Schwestern gehalten. Da Emma an einer Unterleibserkrankung litt, getraute sie sich nicht, die weite Reise allein zu unternehmen, und fuhr in Begleitung der Plöhns.
In die Zeit der Orientreise fallen die ersten publizistischen Angriffe gegen Karl May, die zu einer Fülle von Auseinandersetzungen, auch straf- und zivilrechtlicher Prozesse, führten, welche May bis zu seinem Lebensende verfolgten und ihm physisch und psychisch stark zusetzten.
Nach Emmas Ankunft in Ägypten machte sich eine Entfremdung zwischen den Eheleuten bemerkbar. Gleichzeitig kamen sich Karl und Klara näher. Die Reise führte über Konstantinopel und Griechenland nach Italien; im August 1900 kamen die Reisenden wieder in Radebeul an. Richard Plöhn starb im Februar 1901. Karl und Emma kamen überein, der Witwe Klara Plöhn die Bearbeitung von Mays Leserpost zu übertragen, wofür sie ein Jahresgehalt von 3000 Mark erhielt. Der Biograf Maschke schreibt über diese Zeit: „Der Autor und die beiden Frauen um ihn bedurften offensichtlich im Lauf der Zeit immer mehr der Erholung. Je näher Karl Klara kam, um so weiter entfernte er sich von Emma, der dieser Wandel auf die Dauer nicht entging. Er, ein überarbeiteter Neurotiker […], Emma eine kränkelnde, in ihren Gefühlen durch den Mann und die Freundin verletzte Frau; er zum Jähzorn […], sie zur Hysterie neigend – sie mußten einfach oft die Beherrschung verlieren. Kleinigkeiten, an sich belanglose Vorkommnisse, lösten Zank und Streit aus und vergifteten das bisher gute Verhältnis zueinander.“

### Trennung und Scheidung
Im Juli 1902 reisten die drei zur Erholung nach Südtirol zur Mendel. Auf dieser Reise kam es zum endgültigen Bruch zwischen Karl und Emma. Er veranlasste sie, eine vorformulierte Erklärung zu unterschreiben, dass beide einander nicht mehr liebten und sie in eine Scheidung einwillige. Als sie dies nach anfänglichem Sträuben getan hatte, versorgte er Emma mit Geld für die nächsten Wochen und reiste mit Klara nach Dresden zurück. Am 3. Oktober 1902 erwirkte May eine einstweilige Verfügung auf Getrenntleben.
Die von Emma May unterschriebene Erklärung reichte allerdings für eine Scheidung nicht aus. Seinerzeit galt im Eherecht das Schuldprinzip. Es besagte, dass die grundsätzlich lebenslang angelegte Ehe nur ausnahmsweise geschieden werden durfte, und zwar bei schuldhaftem Verhalten eines Ehegatten. Die Schuldfrage bestimmte außer den Voraussetzungen für eine Scheidung auch deren Folgen, insbesondere die Regelung der Unterhaltsrechte und -pflichten der Geschiedenen. Daher musste May in der Ehescheidungsklage Verfehlungen seiner Frau darlegen und unter Beweis stellen. Hauptvorwürfe waren der Diebstahl bzw. die Unterschlagung von Geldbeträgen, darunter einer Summe von 40.000 Mark, die sie Richard Plöhn geliehen hatte, sowie die Vorenthaltung wichtiger Geschäftskorrespondenz. Klara Plöhn und ihre Mutter sagten als Zeugen zu Gunsten des Klägers aus. Daraufhin entschied das Landgericht Dresden, dass die Ehe wegen Verschuldens der Beklagten geschieden wurde, der auch die Verfahrenskosten auferlegt wurden. Am 4. März 1903 wurde die Scheidung rechtskräftig.

„Die Klagebegründung dürften Karl und Klara für eine mehr oder weniger formale juristische Notwendigkeit gehalten haben, durch deren Spitzfindigkeiten Emma zwar in vielerlei Hinsicht Unrecht geschah, die ihr aber, so waren wohl beide überzeugt, weiter nicht schaden konnten. Die Begründung ihrer ‹Schuld› blieb ja in den Gerichtsakten verborgen. […] Er war sich also sicher mancher Übertreibungen und stark einseitiger Darstellungen bewußt, die nur dem Ziele gedient hatten, sich von einer Frau zu befreien, zu der er die Liebe verloren hatte, um sich mit einer anderen verbinden zu können, die ihm mehr bedeutete.“

Emma schrieb dagegen 1907: „Über die Beschuldigungen in der Ehescheidungsklage war ich außer mir, da sie ganz entschieden unwahr sind. Die Scheidungsgründe sind enorm aufgebauscht und an den Haaren herbeigezogen worden. Nach meiner festen Überzeugung hat mein Mann zunächst versucht, aufgrund der von mir unterschriebenen Erklärung, daß ich ihn nicht mehr liebte, sich von mir scheiden zu lassen. Erst als ihm sein Anwalt eröffnet haben mag, daß eine derartige Erklärung kein Scheidungsgrund sei, wird er mit der Plöhn zusammen die Scheidungsgründe hervorgesucht haben. […] Wie ich schon wiederholt hervorgehoben habe, beruhen einige der vorgebrachten Tatsachen zwar auf Wahrheit, sie sind aber kolossal aufgebauscht und geradezu an den Haaren herbeigezogen worden.“
Auf Verlangen von Karl verpflichtete sie sich, Dresden zu verlassen und ihren Wohnsitz nicht näher als 100 km entfernt zu nehmen. Daraufhin zog sie nach Weimar. Nach Darstellung von Karl May stattete er ihr die neue Wohnung mit besten Möbeln aus und setzte ihr eine Rente von 3000 Mark jährlich aus. Dies geschah jedoch vertraglich unter bestimmten Bedingungen: Die Rente sollte entfallen, auch bereits erhaltene Beträge, sofern Emma „irgendwelche Beleidigungen, Verdächtigungen, Verleumdungen oder üble Nachreden sich gegen Herrn May oder dessen Angehörige zu schulden kommen lassen sollte.“ Schon vor Abschluss dieses Vertrages hatte Emma allerdings ihren Freundinnen von dem Scheidungsverfahren und den gegen sie erhobenen Vorwürfen erzählt. Diese rieten ihr zu rechtlichen Schritten, was sie aber ablehnte. Eine dieser Freundinnen, Louise Haeußler, ergriff daraufhin die Initiative und stellte am 9. Oktober 1903 Strafanzeige gegen Karl und Klara May wegen Prozessbetruges im Ehescheidungsverfahren. Sie glaubte wohl, im Sinne Emmas zu handeln. „Tatsächlich aber brachte sie Emma in neuen Zwiespalt und verursachte der innerlich sowieso Zerrissenen weitere Aufregungen.“ Dennoch verweigerte Emma die Aussage und entband auch nicht ihren Rechtsanwalt Viktor Neumann von seiner Schweigepflicht, woraufhin das Verfahren eingestellt wurde.
Seit einiger Zeit war May in diverse zivil- und strafrechtliche Prozesse verstrickt. Es ging um Rechtsstreitigkeiten mit dem Erwerber des Münchmeyer-Verlages, aber auch um Aktiv- und Passivprozesse aufgrund öffentlicher Äußerungen, vor allem in der Presse, über Karl May. Gegner brandmarkten insbesondere seine Kolportageromane als unsittlich und als Schmutz- und Schundliteratur, was aus heutiger Sicht kaum noch nachvollziehbar ist. May bestritt teilweise die Echtheit der kritisierten Stellen und behauptete, sie seien von den Verlegern zur Auflagensteigerung hineinredigiert worden. Dann ging es um die Vorstrafen aus seiner Jugendzeit, die zum Teil aufgebauscht wurden („Räuberhauptmann“), und um seine Reiseerzählungen, zu denen er ernsthaft behauptet hatte, die dort geschilderten Ereignisse als Old Shatterhand, Kara Ben Nemsi Effendi usw. selbst erlebt zu haben. Einige Medien nutzten diese Angriffspunkte für regelrechte Kampagnen gegen May.
Im Münchmeyer-Prozess leistete May einen Parteieid, um seine Behauptungen zu beweisen. Der gegnerische Anwalt erstattete daraufhin im April 1907 Strafanzeige wegen Meineids. Diese Anzeige, „ein fürchterlicher Schlag für Karl May, der sich dem Sieg so nahe glaubte“, führte zu umfangreichen Ermittlungsmaßnahmen: Haussuchungen bei May in der Villa Shatterhand, bei seiner ehemaligen Frau in Weimar und diverse Zeugenverhöre in Deutschland und Österreich, Ermittlungsmaßnahmen, die sich bis Italien erstreckten, Briefsperren gegen ihn und seine ehemalige Frau sowie die Heranziehung von Handakten von Rechtsanwälten, die Karl bzw. Emma vertreten hatten. Emma musste vom 10. bis 17. November täglich mehrere Stunden lang über ihr Zusammenleben mit Karl May und die näheren Umstände der Scheidung aussagen.
Da May befürchtete, dass seine frühere Ehefrau Ungünstiges über ihn aussagen könnte, verfasste er eine Abhandlung mit dem Titel Frau Pollmer, eine psychologische Studie, die er dem Untersuchungsrichter zukommen ließ. Im Gefühl relativer Sicherheit traten Karl und Klara eine seit langem geplante Amerikareise an. In dieser Zeit bereitete einer seiner Hauptgegner, der Journalist Rudolf Lebius, einen vernichtenden Schlag gegen May vor. Lebius hatte von May Geld gefordert und erfolglos versucht, ihn mit der Veröffentlichung seiner Vorstrafen zu erpressen. Während May in Amerika weilte, fuhr Lebius nach Hohenstein-Ernstthal, zog Erkundigungen über May und seine Familie ein und sammelte so den Ortsklatsch. Anschließend fuhr er zu Emma und horchte auch sie aus; ihre Befürchtungen zerstreute er.
Nach Rückkehr der Mays aus Amerika wurde das Meineidsverfahren im Januar 1909 mangels Beweises eingestellt. Im März dieses Jahres publizierte Lebius eine Schmähschrift gegen May in einer Zeitung, in der er seine zusammengetragenen Informationen verarbeitete. May nahm offenbar an, dass Emma hinter dieser Veröffentlichung stand, strich ihr die Unterhaltszahlung und verklagte sie. Erst Ende 1909 kam es zu einem Vergleich. Emma nahm Beschuldigungen gegen Karl zurück und erklärte, dass Lebius die von ihr erhaltenen Mitteilungen entstellt wiedergegeben habe. Im Gegenzug nahm Karl die Unterhaltszahlungen wieder auf. Der Vergleich war von Emmas Freundin Selma vom Scheidt vermittelt worden. In einem Drohbrief an diese nannte Lebius Karl May einen "geborenen Verbrecher". Diesen Brief leitete die Empfängerin an Karl May weiter, der im Dezember 1909 Strafantrag gegen Lebius wegen verleumderischer Beleidigung stellte. Im April 1910 sprach das Gericht Lebius unter Berufung auf den Rechtfertigungsgrund der Wahrnehmung berechtigter Interessen frei. In der Presse fand der Ausspruch, man dürfe May einen "geborenen Verbrecher" nennen, großen Widerhall. Lebius nutzte diesen Prozessausgang, um eine mehr als 300 Seiten umfassende Schrift mit Auszügen aus Prozessakten, auch aus dem Scheidungsprozess zu veröffentlichen, mit dem Titel: Die Zeugen Karl May und Klara May – Ein Beitrag zur Kriminalgeschichte unserer Zeit. Erst im Dezember 1911 fand das Berufungsverfahren gegen Lebius statt. May wurde dabei als Nebenkläger von Rechtsanwalt Erich Sello vertreten. Lebius wurde zu 100 Mark Geldstrafe verurteilt.
In den letzten Jahren Karl Mays gab es Matzke zufolge eine Aussöhnung zwischen Karl und Emma. Am 30. März 1912 starb Karl May.
Emmas letzte Jahre waren von psychischen und körperlichen Leiden überschattet. In Weimar hatte sie sich in den Musiker Fritz Appunn (* 1890) verliebt. 1912 zog sie nach Berlin. 1914 kam sie für einige Monate in eine Schöneberger Nervenheilanstalt. Bis 1916 lebte sie im Haushalt von Fritz Appunn und seiner Verlobten Emma Johanna Lange. Dann zog sie – allein – Anfang 1916 wieder nach Weimar. Von Juni 1916 bis zu ihrem Tode war sie als Geisteskranke Insassin der Königlichen Landesanstalt zu Arnsdorf in Sachsen. Am 13. Dezember 1917 starb sie dort.